# Nigel Donohue
Nigel John Patrick Donohue (ur. 20 grudnia 1969 w Leigh) – brytyjski judoka i zapaśnik. Dwukrotny olimpijczyk. Siódmy w Atlancie 1996 i dziewiętnasty (odpadł w 1/8) w Barcelonie 1992. Walczył w kategorii 60 kg. Piąty na mistrzostwach świata w 1993. Czterokrotny medalista mistrzostw Europy; złoty w 1995 roku.
Brązowy medalista Igrzysk Wspólnoty Narodów w zapasach w 1986 i mistrzostw Wspólnoty Narodów w 1985, gdzie reprezentował Anglię.
- Turniej w Barcelonie 1992

W pierwszej rundzie pokonał z Carlosa Sotillo z Hiszpanii a w 1/8 przegrał z Daszgombynem Battulgą z Mongolii.
- Turniej w Atlancie 1996

Pokonał Pedro Caravanę z Portugalii i przegrał z Dordżpalamynem Narmandachem z Mongolii. W repasażu wygrał Melvinem Mendezem z Portoryko, Alisherem Mukhtarovem z Uzbekistanu i przegrał z Rosjaninem Nikołajem Ożeginem.